# Пандуры
Па́ндуры:

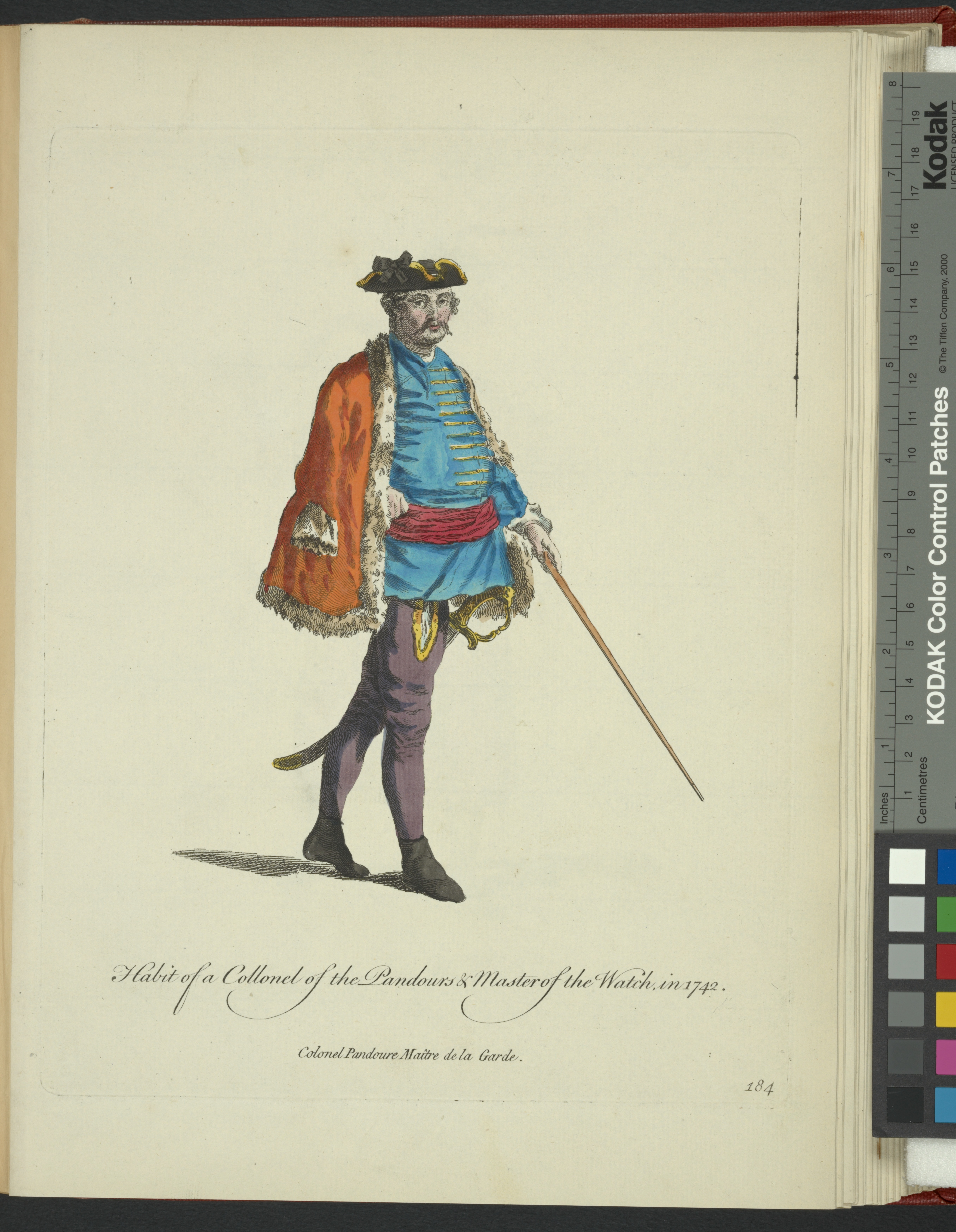
Полковник пандур, старший охраны 1742 год.

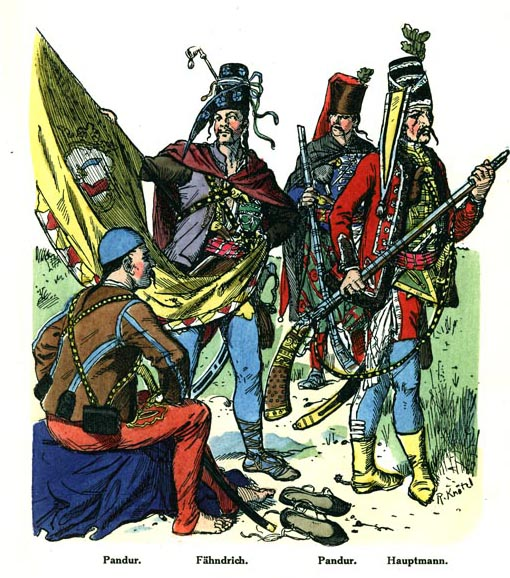
хорватские пандуры, ок.1742 года

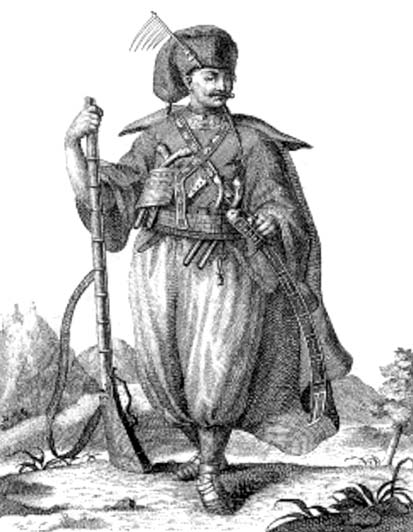
«Генерал пандуров» Барон Франц Сераф фон дер Тренк.

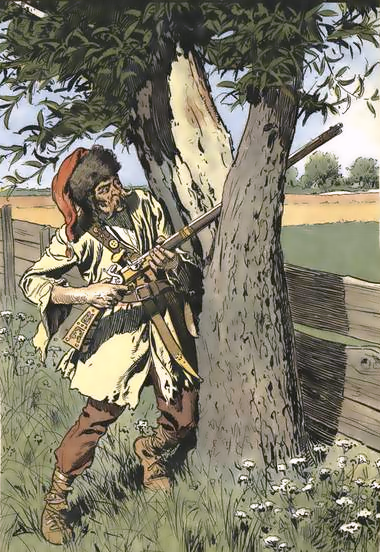
Австрийский пандур, 1760 год.

- первоначально — телохранители венгерских магнатов[1] (ср. надворные казаки, гайдуки).
- позднее — в XVIII веке и до начала XIX века иррегулярные пешие наёмные войска в Австрийской и Российской империях, а также местное крестьянское ополчение в Османской империи, выполнявшие, в основном, функции пограничной стражи[2].
- впоследствии — в некоторых государствах, с XIX века, пандуры стали выполнять полицейские задачи сначала в определённых регионах (краях), а потом и в государстве в целом, в результате чего так стали именовать вооружённых полицейских стражей (см. российский аналог — стражник).
- во время Великой Отечественной войны — солдаты и офицеры румынской добровольческой дивизии имени Тудора Владимиреску[3].
- в настоящее время — в ряде стран и государств, нарицательное, — как правило, уничижительное, — наименование полицейских, например, в Сербии[4] и Венгрии (ср. нарицательное наименование полицейских в Российской империи «жандармы», хотя многие вовсе и не являлись таковыми).

## Этимология
По утверждениям Энциклопедического словаря Брокгауза и Ефрона и Военного словаря Сытина, название происходит от некоего «местечка Пандур Батского графства» в Венгрии[прояснить], где впервые были созданы подобные формирования. Они получили обмундирование и вооружение по турецкому образцу.
По другим сведениям[каким?], вероятно, произошло от получившей распространение в доосманской Венгрии системы военного устройства «бандерия» (лат. banderium).

## В Австрийской империи
Пандуры в Австрийской империи комплектовались жителями горных районов стран (краёв) империи (Славонии, Хорватии, Сербии и так далее). Первые подразделения пандуров были сформированы императором Священной Римской империи в XVIII веке на границе для защиты от турецких войск. Часто использовались для борьбы с разбойными группами, в частности, с опришками, бескидниками. Эти полки частично были укомплектованы сербскими и хорватскими эмигрантами.
Самое первое упоминание о пандурах относится к 1742 году, когда они принимали участие в походе на Баварию под командованием полковника Франца Серафа фон дер Тренка.

### Униформа и вооружение
Пандуры в Австрийской империи носили форму одежды, отмеченную национальными мотивами. Сначала большинство полков имело коричневую униформу, впоследствии ставшей стандартной для приграничных полков. Первое время пандуры сами обеспечивали себя снаряжением и одеждой, в связи с чем многие из них носили крестьянские опанки, деревянные фляги, одеяла и мешки, в которых хранили всё необходимое. В 1760 году правительство взяло на себя часть расходов по содержанию пандуров, в связи с чем солдаты получили белую униформу и башмаки (см. рис.).
Вооружение пандура состояло из ружья, пары пистолетов, сабли или ятагана.

### Полиция
В XIX веке, в Австро-Венгрии пандуры были переориентированы на выполнение полицейских задач и стали исполнять функции органов общественного порядка, сначала в некоторых провинциях, а затем и в государстве в целом. Из-за чего пандурами стали называть полицейских.
С течением времени, это наименование в ряде стран (в Сербии, Хорватии и Венгрии) стало нарицательным наименованием стражей порядка и приобрело уничижительную окраску среди населения.

## В Российской империи
В Российской империи пандуры комплектовались из сербских переселенцев и несли службу, аналогичную казацкой.
24 декабря 1751 года сербскому уроженцу, полковнику австрийской армии Хорвату, дозволяется сформировать из сербов на территории России вместе с гусарским, также, один пандурский полк. 11 января следующего года к ним добавляются ещё по одному гусарскому и пандурскому полку. Все полки состояли из 20-ти рот, причём в пандурских полках пять рот были гренадерскими, остальные пятнадцать, мушкетёрские (или пандурские). Для поселения им назначены земли между устьями Каварлыка и Амельника (притоков Днепра), и земли эти повелено называть Новой Сербией.
Несколько позже, в июне 1760 года, дополнительно формируются три пандурских и одна гренадёрская роты в составе гарнизона Новомиргородского шанца, «столицы» Новой Сербии.
Служба пандуров в Российской империи продолжалась недолго, уже в 1764 оба пандурских полка, вместе с Новомиргородским гарнизоном и сербскими гусарами, переформировываются в три поселенных конных полка: Чёрный и Жёлтый гусарские и Елисаветградский пикинёрный. Тогда же Новая Сербия становится Новороссийской губернией.

### Униформа
Униформа пандуров Российской империи во многом напоминала униформу австрийских пандуров, несмотря на некоторые незначительные различия.
Рядовые носили чёрные кафтаны, называвшиеся «гунец», расшитые красными шнурами наподобие гусарских доломанов, обшитые по краям красным галуном и с красными обшлагами, пуговицы медные. Под «гунцами» надевались короткие зелёные камзолы («бруслуки»), также, имевшие красные галун и шнуры, подпоясанные красными гарусными поясами. На ногах красные, облегающие «чакширы» и короткие полусапожки-«ципели», чёрные для повседневного ношения, и жёлтые с красными шнурками для парадов. Головной убор — чёрная валяная шапка слегка усечённо-конусовидной формы, имевшая спереди медную бляху с российским гербом. Также, полагались чёрный галстук и красная епанча. Гренадеры отличались только тем, что имели более крупную бляху на шапках, с вензелем Елизаветы I, воинскими атрибутами и условным изображением Новой Сербии.
Унтер-офицеры отличались узким золотым галуном на обшлагах: у квартирмейстеров в один ряд, у вахмистров в два.
Барабанщики и флейтисты («флейщики», только в гренадерских ротах) носили форму как у рядовых, за исключение того, что галун был разноцветным, а на плечах были небольшие декоративные «крыльца». Барабаны и флейты использовались стандартного армейского образца.
Офицеры носили зелёные кафтаны («капуты») с красными обшлагами, красные «бруслуки» и «чакширы». Все предметы верхней одежды офицеров с золотыми галунами и шнурами, также, у них были золоченые пуговицы и жёлтые «ципели» для повседневного ношения. В остальном офицерская форма совпадала с формой рядовых.
Личный состав Новомиргородского гарнизона использовал такую же форму, но своей отличительной расцветки: «гунцы» и пояса голубые, «бруслуки» красные с голубыми шнурами и галуном. Обшлага, шнуры на «гунцах», «чакширы» и епанчи, как и в полках, были красными. У офицеров были, также, чёрные с золотом пояса.
В гарнизоне был гораздо разнообразнее состав музыкантов: в пандурских ротах числились «чайнаши», «талабасисты» и «шипоши», в гренадерских барабанщики и флейщики, в гарнизоне вообще — гобоисты и валторнисты. Все они носили музыкантские «крыльца» и жёлтые нашивки.
Вооружение и снаряжение рядовых состояло из короткой сабли, пехотной фузеи с штыком, двух пистолетов носившихся за поясом и патронной сумы. У офицеров всё то же самое, кроме фузеи и сумы. Гренадерам дополнительно полагалась гренадная сума, патронная сума, в отличие от мушкетёр, крепилась у них спереди на поясе.

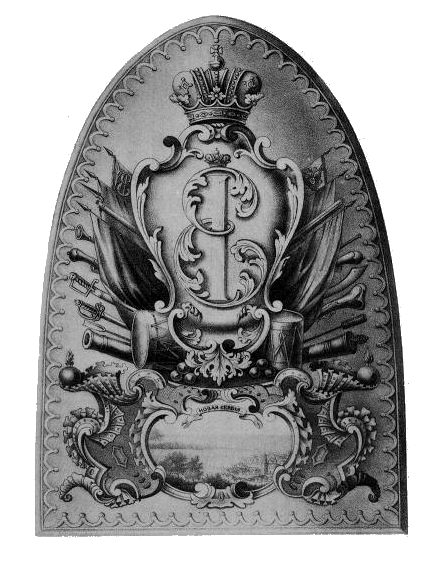
Гренадерская бляха на пандурские шапки с 1752 до 1761 года.
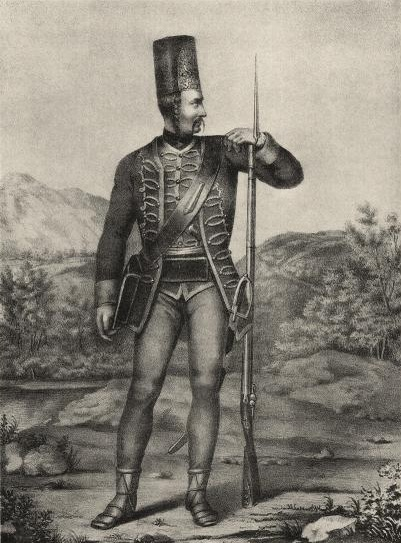
Гренадер Пандурского полка, с 1752 до 1763 года.
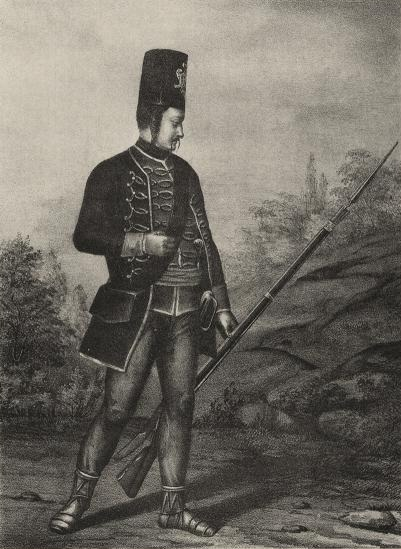
Мушкетёр Пандурского полка, с 1752 до 1763 года.
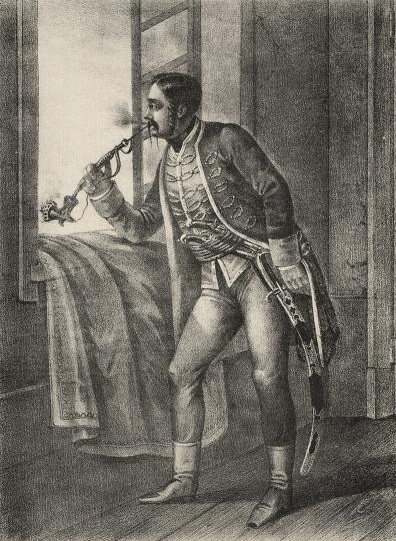
Офицер Пандурского полка, с 1752 до 1763 года.

## В Османской империи
Были пандуры и в Османской империи, в частности, в Валахии, которые представляли собой местных крестьянских ополченцев, несущих за определённые льготы пограничную(?) службу.
Однако положение пандуров под османским игом было довольно нелёгким. Помимо крестьянского труда ещё и приходилось нести военную службу.
Поэтому валашские пандуры были настроены довольно воинственно по отношению к османской администрации. В частности, известно о действиях в ходе русско-турецкой войны 1806—1812 гг. корпуса добровольцев-пандуров в войсках господаря Константина Ипсиланти, входивших в состав русской армии. В ходе боевых действий из числа пандуров довольно скоро выдвинулся Тудор Владимиреску, выходец из крестьян, который до этого успешно вел торговлю и даже занял одну из низших административных должностей — управлял небольшим округом. Владимиреску было поручено командование указанным корпусом, он показал себя смелым воином, был пожалован в чин поручика и даже награждён за воинские заслуги русским орденом св. Владимира. Когда война кончилась, пандуры-добровольцы подверглись преследованиям со стороны турок. В связи с преследованиями, а также, из-за определённых злоупотреблений властей, в 1814 году среди валашских пандуров начались серьёзные волнения.
В 1821 году в западной части Валахии (Олтения или Малая Валахия) началось восстание, главной движущей силой которого стали пандуры. Поводом к восстанию послужили злоупотребления господаря Александра Суцу, который обложил новым налогом пандуров и пытался отнять землю у жителей города Тырговиште. Вскоре Александр Суцу скончался (по-видимому, отравленный). Сразу после этого, Владимиреску с небольшим отрядом арнаутов отправился по селам Малой Валахии, чтобы поднять восстание. Первыми присоединились к нему его бывшие соратники пандуры, а затем к нему стали стекаться все обездоленные и угнетённые.

## Пандуры в культуре
- Пандуры, их деяния и знаменитый командир «Генерал пандуров» барон Франц фон дер Тренк описаны в романе Жорж Санд «Консуэло», в главе ХХСVI второго тома.
- В серии компьютерных стратегий «Казаки», производимых GSC Game World, пандуры представляют Австрию. Они появляются при переходе в XVIII век: не могут сражаться в рукопашной схватке, но при этом обладают большой силой выстрела. В дополнении «Казаки: Снова война» пандуры (пешие и конные) доступны при игре за Венгрию.
- В игре Empire: Total War от студии Creative Assembly юнит пандуров может быть нанят христианскими державами на Балканах.
- Австрийской оружейной компанией Steyr-Daimler-Puch были разработана боевые бронированные машины Pandur I и Pandur II[22]